# Tarenflurbil
Tarenflurbil, ein nicht steroidales Antiphlogistikum (NSAID), ist das Eutomer und rechtsdrehende Enantiomer von Flurbiprofen – einem Racemat.
Tarenflurbil ist ein Wirkstoff, der die Produktion von Beta-Amyloid-Proteinen (Abeta) 42 über eine Hemmung des Enzyms Gamma-Sekretase senkt. Bei seiner Einnahme konnte an Patienten einer Phase-III-Untersuchung gezeigt werden, dass sie dafür mehr Abeta mit 38 statt 42 Aminosäuren aufweisen. Da das Gehirn diese Proteine weiter verstoffwechseln kann, werden damit Hoffnungen verbunden, den Grundprozess der Bildung der alzheimerkrankheitsspezifischen Plaques beeinflussen zu können. Als Effekt verlangsamte die 800 mg-Dosierung pro Tag die allmähliche Verschlechterung in den Aktivitäten des täglichen Lebens, über zwei Jahre beobachtet, bei der milden Form der Alzheimerkrankheit. Dagegen war aber kein signifikanter Einfluss in den kognitiven Tests zu erkennen.